# Yojiro Uetake
Yojiro Uetake (n. 12 ianuarie 1943, Tatebayashi, Prefectura Gunma, Japonia) este un luptător ce a reprezentat Japonia, medaliat olimpic. A participat la 2 ediții ale Jocurilor Olimpice (1964, 1968) în care a câștigat o medalie de aur.